# Parabrotulidae
Parabrotulidae è una famiglia di pesci ossei abissali appartenente all'ordine Ophidiiformes.

## Distribuzione e habitat
I membri della famiglia sono stati catturati in aree localizzate sparse in tutti gli oceani. Sono noti per i mari europei ma non per il mar Mediterraneo. Vivono ad alte profondità nel piano abissale.

## Descrizione
Questi pesci sono anguilliformi, con corpo allungato e pinna dorsale, pinna caudale e pinna anale unite a formare un'unica pinna impari mediana. La pinna dorsale ha origine piuttosto indietro, oltre l'estremità delle piccole pinne pettorali. Le pinne ventrali sono assenti. La bocca è di piccole dimensioni e la mascella inferiore è più lunga della superiore. Questi pesci sono privi di scaglie.
Le dimensioni massime sono inferiori a 6 cm.

## Biologia
Ignota.

## Specie
- Genere Leucobrotula
  - Leucobrotula adipata
- Genere Parabrotula
  - Parabrotula plagiophthalma
  - Parabrotula tanseimaru[2]